# 부산서여자고등학교
부산서여자고등학교(釜山西女子高等學校)는 대한민국 부산광역시 서구 동대신동2가에 있는 공립 고등학교이다.

## 학교 연혁
- 1983년 1월 20일 : 사하여자고등학교 설립인가
- 1983년 3월 3일 : 제1회 입학식 (6학급 363명)
- 1984년 1월 7일 : 부산서여자고등학교로 교명 변경
- 1984년 2월 28일 : 사하여자중학교에서 현 위치로 이전
- 2021년 7월 9일 : 텃밭정원 조성
- 2021년 8월 6일 : 블렌디드 러닝교실 구축(25개실)
- 2022년 3월 4일 : 고교 학점제 환경구축사업(온라인 수강실, 공강학습실) 완료
- 2023년 9월 1일 : 제17대 양양권 교장 취임
- 2024년 2월 7일 : 제39회 졸업(168명, 총 15,801명)
- 2024년 3월 4일 : 제42회 입학(8학급 170명)

## 참고 자료
- 부산서여자고등학교 - 한국교육학술정보원 학교알리미